# Родькино (Баганский район)
Родькино — упразднённая деревня в Баганском районе Новосибирской области России. На момент упразднения входила в состав Палецкого сельсовета. Исключена из учётных данных в 1963 г.

## География
Располагалась восточнее озера Горькое, в 3 км к юго-востоку от села Осинники.

## История
Деревня Родькино была основана в 1850 году. В 1928 году состояла из 91 хозяйства, в административном отношении входила в состав Лепокуровского сельсовета Черно-Курьинского района Славгородского округа Сибирского края.
Упразднена решением Новосибирского облисполкома от31.12.1963 года.

## Население
В 1926 году в деревне проживал 451 человек (215 мужчин и 236 женщин), основное население — русские.